# Жаксымайское нефтяное месторождение
Жаксымай (каз. Жақсымай) — нефтяное месторождение в Казахстане. Расположено в Темирском районе Актюбинской области, между посёлками Шубаркудук и Кайынды. Относится к Восточно-Эмбинской нефтегазоносной области. Жаксымай — одно из старейших нефтяных месторождений Казахстана.
Открытию Жаксымая предшествовали поиски нефти на соляных куполах восточной части Прикаспийской нефтегазоносной провинции, проводившиеся в 1930 году. Месторождение было открыто в 1933 году и стало первым на территории Восточно-Эмбинской нефтегазоносной области. Ввод в эксплуатацию состоялся в 1941 году.
Площадь месторождения составляет 24,6 км². Нефтеносные пласты залегают на глубине 330—380 м. Начальные запасы нефти составляют 25 млн тонн. Плотность нефти составляет 0,850 г/см³.
В 1975 году нефтедобыча была остановлена в результате истощения запасов. Объём добытой нефти к этому моменту составил 430 тыс. т. Тем не менее, существуют планы по продолжению разработки месторождения.